# 深喉 (水門事件)
“深喉嚨”（英語：Deep Throat），或稱深喉，是美国历史上“水门事件”中向《華盛頓郵報》透露幕后信息的秘密线人的代号。“深喉嚨”的真实身份一直是个謎，直到2005年馬克·費爾特承认他就是“深喉嚨”，而當時他是美国联邦调查局（FBI）副局长。
1972年6月17日民主党总部水门大厦发生闯入事件。后来的调查发现，以当时美國總統理查·尼克森為首的共和黨为了获得大选胜利，派人窃取民主黨文件并且对水门大厦进行窃听。水门事件最終導致尼克松總統辭職，白宮幕僚長鲍勃·霍尔德曼及總統顧問約翰·埃利希曼被監禁。
当时《華盛頓郵報》記者鮑勃·伍德沃德和卡爾·伯恩斯坦在一位“线人”的協助下，共同撰写系列文章报道这件事，最终迫使尼克松政府任命独立检察官调查此案，《華盛頓郵報》的編輯霍華德·西蒙斯（Howard Simons）借用當時正在上映的色情電影《深喉嚨》之名稱，作為这位秘密线人的綽號——「深喉嚨」。
深喉嚨的真正身分是美國政治和新聞界中最大的秘密，鮑勃·伍德沃德和卡爾·伯恩斯坦堅持不會透露深喉的真正身分，直到深喉離世。但美國雜誌《名利場》報道揭開了困擾美國政界、史學界和普通民眾30多年的謎團，代號為「深喉嚨」的線人真名叫馬克·費爾特，他亦已承認自己就是當年水門事件的線人。在2005年5月31日，鮑勃·伍德沃德和卡爾·伯恩斯坦及《華盛頓郵報》前行政編輯本·布莱德利（Ben Bradlee）證實，时年九十多歲的馬克·費爾特就是深喉嚨。

## 在水門事件中的角色
根據《華盛頓郵報》報導，鮑勃·伍德沃德說馬克·費爾特的角色是非常緊張的。他曾要求兩次中止電話交談，認為電話也許被竊聽以及他們每次都在晚上到華盛頓停車庫與深喉嚨見面。如果鮑勃·伍德沃德想要與深喉嚨會晤，記者會重新整理一盆植物放在他的公寓窗口。如果深喉嚨想會晤伍德沃德，就會以某種方法把伍德沃德收到的那一份《紐約時報》中第20页的页码用笔圈起来。伍德沃德声称深喉嚨从没提供过具體資訊，他唯一的作用是證實了由其他人提供的資訊或建议有待考察的新線索。

### 動機
在公開聲明中，馬克·費爾特的家庭稱他為「美國英雄」。他為了把國家從不公正中挽救出來，不惜冒個人風險，洩漏了有關於水門事件的原因是道德和愛國，他為自己所做的一切感到高興。一些時事評論員認為，馬克·費爾特之所以洩漏秘密，是不滿尼克森未能任命他继任約翰·埃德加·胡佛（J. Edgar Hoover）的FBI局长职位。其他人聲稱馬克·費爾特的行動是為了對FBI的忠誠，而尼克森政府壓抑了FBI的行動。

## 對他身分的提示
超過30年的水門事件以後，知道深喉嚨的真正身分就只有四個人：鮑勃·伍德沃德、卡爾·伯恩斯坦、他們的編輯班傑明·班李和深喉嚨自己。伍德沃德在重覆的採訪中說，深喉嚨的身分會被保持，直到深喉嚨逝世或被他同意公諸於眾。
多年來，有許多猜想和提示，猜測深喉嚨的真正身分。
在他的身分被透露之前，伍德沃德只會證實深喉嚨：
- 是男性
- 為美國政府官員，但與尼克森政府不和
- 是吸煙者
- 愛喝蘇格蘭威士忌
- 是美國人

## 深喉嚨被揭露
- 在深喉嚨表明身份之前，其實尼克森已經查出深喉嚨就是馬克·費爾特，但沒有設法驅逐馬克·費爾特，因為尼克森擔心如果這樣做，馬克·費爾特會公開揭露更多關於水門事件的細節[1]。

## 相關描寫
- 1976年電影《驚天大陰謀》，由賀爾·賀爾布魯克飾演深喉嚨。
- 美國电视连续剧《X档案》第一季第二集以〈深喉嚨〉為名，而為劇集中主角福克斯·穆德（Fox Mulder）提供内部情报的角色亦被称为「深喉嚨」[2]。
- 2017年電影《推倒白宮的男人》，由連恩·尼遜飾演馬克·費爾特。